# Jan Devlieger
Jan Devlieger (Gent, 28 oktober 1967) is een Belgische klavecinist, blokfluitist, leraar en componist.

## Studies
Jan Devlieger studeerde aan het Conservatorium van zijn geboortestad Gent, en behaalde er eerste prijzen voor harmonie, contrapunt en fuga (Willy Carron) en kamermuziek (Marcel Ketels). Aan de hogeschool Gent, departement Conservatorium verwierf hij ook de meestergraad voor blokfluit (Patrick Peire) en klavecimbel (Carine Verhenneman).

## Loopbaan
Als klavecinist, organist, blokfluitist en zanger verleende hij zijn medewerking aan tal van ensembles zoals Ex Tempore, Ardalus, Het Kamerorkest, Het Symfonieorkest van Vlaanderen en Aquarius Soloists. Hij is de stichter van het ensemble Les Goûts-Authentiques. Jan Devlieger is leraar blokfluit, klavecimbel en theorie aan het Stedelijk Conservatorium van Brugge en de muziekacademie van Deinze. Hij is ook werkzaam als docent begeleidingspraktijk en stemmen (theorie en praktijk) aan de School of Arts in Gent. Jan Devlieger componeert in oude stijlen, met uitgaves bij Musica Repartita (Utrecht). Hij schrijft ook programmabijlagen en geeft concertinleidingen voor deSingel (Antwerpen).

## Discografie (selectie)
- 2009: A Due Cembali Obligati, Les Clavecins-Réunis, 18th Century Music for 2 Harpsichords, Etcetera KTC 1392
- 2011: The Submission, Les Goûts-Authentiques,Sonatas, Suites and Concertos of the Loeillet Family, Etcetera KTC 1434
- 2014: The Delightful Companion, Les Goûts-Authentiques, Two-part Music of the Renaissance and Baroque, Jan Devlieger en Marcel Ketels Recorders, Aliud
- 2015: Five Centuries of Flemish Harpsichord Music, Jan Devlieger, Phaedra 92089
- 2018: Six Suites for Harpsichord, Jean Baptiste Loeillet (1680-1730), alias Mr. John Loeillet of London, Jan Devlieger, Phaedra 92099

## Werken (selectie)
- 2003: Concerto in d minor for recorder, strings and basso continuo after concerto in a minor, RV 522, A. Vivaldi, arr. J. Devlieger
- 2008: Six Dominos for two harpsichords, Fr. Couperin, arr. J. Devlieger
- 2008: La Battaglia for two harpsichords, C. H. Graun, arr. J. Devlieger
- 2011: Suite à deux Clavecins, Harpsichord I: G. Fr. Händel, Harpsichord II: J. Devlieger
- 2011: Reflection on a tune by Mr. Loeillet for string quartet
- 2012: The Submission and other dances from Kellom Tomlinson. The tunes by John Loeillet and settings by Jan Devlieger for Strings, Harpsichord and optional Woodwind Instruments
- 2015: 4 Menuets for 2 harpsichords, Fr. Krafft, arr. J. Devlieger